# Lola Akinmade Åkerströmová
Lola Akinmade Åkerströmová (nepřechýleně Åkerström, * asi 1980–1990) je nigerijská fotografka, přednášející, cestovatelka a mezinárodní autorka, jejíž knihy vycházejí v osmnácti jazycích. Sídlí ve Stockholmu ve Švédsku. Je současnou šéfredaktorkou Slow Travel Stockholm. Její práce byly uvedeny mimo jiné v National Geographic Traveler, BBC nebo CNN. Vystudovala Geografický informační systém (GIS) a má magisterský titul z Marylandské univerzity v College Parku. Její tvorba se zaměřuje na kulturu, tradice a životní styl. Odeslala z více než 70 zemí svých prací do National Geographic, New York Times, The Guardian, BBC, CNN, Travel Channel, Travel + Leisure, Lonely Planet, Forbes a mnoha dalších. Spolupracovala se značkami jako Dove, Mercedes Benz, Intrepid Travel, Electrolux a National Geographic Channel. Je hrdinkou Hasselblad Heroine a cestovní fotografkou roku 2018 Billa Mustera. Její fotografie jsou v National Geographic Image Collection a je hrdou členkou Women Photograph a Wonderful Machine. Byla uznávána jako jedna z nejvlivnějších osobností afrického původu (MIPAD) v oblasti médií a kultury a provozuje vlastní online akademii Geotraveler Media Academy, která se věnuje vyprávění příběhů.

## Životopis
Svůj raný život začala ve státě Lagos na jihozápadě Nigérie, kde dokončila svůj základní školní docházku, než se v patnácti letech přestěhovala do Spojených států. Získala magisterský titul v oboru Informační systémy na Marylandské univerzitě. V devatenácti letech byla přijata na Oxfordskou univerzitu v Anglii, ale kvůli financím se jí nepodařilo pokračovat. V roce 2006 se Åkerströmová se svým manželem přestěhovala do Švédska.

## Kariéra
Åkerströmová začala svou kariéru jako terénní novinářka v Eco-Challenge. Než se stala profesionální fotografkou, pracovala 12 let jako vývojářka GIS. V letech 2006 až 2007 nastoupila do sítě Matador Network a pracovala jako redaktorka. V říjnu 2009 rezignovala na své místo ve světě GIS, aby se mohla věnovat své vášni. V červnu 2011 se Åkerströmová ucházela v předvýběrovém programu organizovaném Quark Expeditions, který vybíral spisovatele, který odcestuje na severní pól v rámci projektu dokumentace jeho ekosystému. V roce 2012 se zúčastnila expedičního závodu na Fidži, kde začala kombinovat své cestovatelské, fotografické a spisovatelské schopnosti. V roce 2016 odjela do Itálie, aby navštívila místa světového dědictví UNESCO v Sabbionetě a Mantově.
Její práce se objevily v mnoha renomovaných publikacích, online i tištěných, včetně: Vogue, BBC, National Geographic Traveler, Travel Channel's World Hum, San Francisco Chronicle, Forbes Traveler, Sherman's Travel, Fodors.com, ISLANDS Magazine, United's Hemispheres, AFAR, Guardian UK's Been There, Smithsonian.com, City Magazine, The Away Network, Transitions Abroad a The Matador Network.

## Ocenění
Podle zdroje:
| Rok  | Třída                         | Kategorie                                                   | Udělující orgán                           | Dílo                                                                         |
| ---- | ----------------------------- | ----------------------------------------------------------- | ----------------------------------------- | ---------------------------------------------------------------------------- |
| 2017 | První místo                   | Kategorie 7: Historie                                       | SATW                                      | Enchanting Odense                                                            |
| 2017 | První místo                   | Kategorie 5: Sport or Adventure                             | SATW                                      | Northern Lights                                                              |
| 2017 | První místo                   | Kategorie 4: Food and Wine                                  | SATW                                      | From Sea to Table                                                            |
| 2017 | Druhé místo                   | Kategorie 1: Single Destination                             | SATW                                      | Stockholm                                                                    |
| 2017 | První místo                   | Kategorie 1: Single Destination                             | SATW                                      | Lagos                                                                        |
| 2016 | Honorable Mention             | Best in Travel Writing                                      | Solas                                     | Terracotta                                                                   |
| 2015 | Zlato                         | Kategorie 127: 50+ Travel                                   | NATJA                                     | “The New Age of Adventure,” Women’s Adventure Magazine                       |
| 2015 | Stříbro                       | Kategorie 125: Personality and Profiles                     | NATJA                                     | The New Age of Adventure                                                     |
| 2014 | Bronz                         | Kategorie 140: Local Lifestyle                              | NATJA                                     | “The Silence of the Swedes,” Roads & Kingdoms/Slate                          |
| 2014 | Bronz                         | Best in Travel Writing                                      | Solas                                     | Travel & Shopping – Fake Birds                                               |
| 2013 | Stříbro                       | Kategorie 193: Travel Tips & Advice                         | NATJA                                     | “5 Ways to Get More Mileage From Smart Phone Photos,” Mashable               |
| 2013 | Stříbro                       | Kategorie 140: Local Lifestyle                              | NATJA                                     | “The Silence of the Swedes,” Roads & Kingdoms/Slate                          |
| 2013 | Stříbro                       | Kategorie 172: Landscape, Seascape                          | NATJA                                     | “10 Tips for Photographing Northern Lights,” Fodor’s                         |
| 2013 | Finalistka                    | Kategorie 125: Personality and Profiles                     | NATJA                                     | “Insight-Ice Hotel/Arne Bergh,” Qatar Airways Oryx Inflight Magazine         |
| 2013 | Finalistka                    | Kategorie 149: Culinary Travel                              | NATJA                                     | “Navigating Gothenburg’s Culinary Scene,” BBC Travel                         |
| 2013 | Zlato                         | Best in Travel Writing                                      | Solas                                     | Culture and Ideas – Decoding Lagom (Švédsko)                                 |
| 2013 | Regional Award Winner: Africa |                                                             | The Hot Mommas® Project                   | Press Release                                                                |
| 2012 | Bronz                         | Kategorie 173: Portrait, People                             | NATJA                                     | “Through the Lens: Kwazulu-natal, South Africa,” National Geographic Channel |
| 2012 | Stříbro                       | Kategorie 149: Culinary Travel                              | NATJA                                     | “10 Things to Know About Sweden’s Food Culture,” Sweden.se                   |
| 2012 | Finalistka                    | Kategorie 132: Eco, Environmental or Special Purpose Travel | NATJA                                     | “Stockholm’s Green Groove,” Thai Airways’ Sawasdee In-Flight Magazine        |
| 2012 | Stříbro                       | Kategorie 176: Photo Essay                                  | NATJA                                     | “The Spirit of Lapland,” Wild Junket                                         |
| 2012 | Stříbro                       | Best in Travel Writing                                      | Solas                                     | Travel and Food – Meat My Love (Global)                                      |
| 2011 | Zlato                         | Kategorie 145: Personality and Profiles (Internet)          | NATJA                                     | “Slow Food From Sápmi” – Sweden.se                                           |
| 2011 | Zlato                         | Kategorie 149: Culinary Travel (Internet)                   | NATJA                                     | “Revamping classic Irish tea at Dublin’s Merrion Hotel” – Matador Network    |
| 2011 | Stříbro                       | Best in Travel Writing                                      | Solas                                     | Travel and Food – Sweet Pillows (Portugalsko)                                |
| 2011 | Judges’ Vote                  |                                                             | Black Weblog Awards                       | Best International Blog – Geotraveler’s Niche                                |
| 2011 | Stříbro (Group Award)         | Lowell Thomas Award                                         | Society of American Travel Writers (SATW) | Online Travel Journalism Site-Matador Network                                |
| 2010 | Stříbro                       | Kategorie 140: Local Lifestyle (Internet)                   | NATJA                                     | Back to Sender” – Matador Network                                            |
| 2010 | Bronz                         | Kategorie 120: Local Lifestyle (Print)                      | NATJA                                     | “Röckåbilly” – Hemispheres                                                   |
| 2010 | Stříbro (Group Award)         | Lowell Thomas Award                                         | Society of American Travel Writers (SATW) | Online Travel Journalism Site – Matador Network                              |
| 2010 | Zlato                         | Best in Travel Writing                                      | NATJA                                     | Travel and Shopping – Walkway to Nowhere (Nigérie)                           |
| 2009 | Bronz                         | Best in Travel Writing                                      | NATJA                                     | Travel and Shopping – Market Hopping Around Lagos (Nigérie)                  |
| 2008 | Runner-Up Winner              | Narrative Travel Writing Contest                            | NATJA                                     | Transitions Abroad – Market Hopping Around Lagos (Nigérie)                   |